# Vốn xã hội
Tài nguyên xã hội (social capital) hay còn được gọi là tài nguyên con người, là một dạng tài nguyên tái tạo đặc biệt, thể hiện bởi sức lao động chân tay và trí óc, khả năng tổ chức và chế độ xã hội, tập quán, tín ngưỡng của các cộng đồng người.
Tài nguyên xã hội có được là do mối quan hệ xã hội. Ví dụ cô giáo chủ nhiệm bán bảo hiểm cho phụ huynh tốt hơn người thường. Mối quan hệ cô giáo có được với phụ huynh của học trò cô là tài nguyên xã hội.